# Gočárova třída
Gočárova třída je páteřní komunikací v Hradci Králové, která spojuje historické centrum se západní části města. Začíná u Pražského mostu na náměstí Svobody, dále pokračuje přes Ulrichovo náměstí, za ním křižuje Gočárův okruh v ulici Střelecká, a poté se dostává ke křižovatce Koruna, kde končí u kuklenského železničního podjezdu a napojuje se na ni Pražská třída.
Se vznikem třídy počítal již regulační plán Ing. Zámečníka z roku 1890, podle kterého však měla končit na hranici s Pražským Předměstím, tedy na úrovni Střelecké ulice. Pokračování třídy na Pražské Předměstí zavádí v roce 1911 generální zastavovací plán města od Oldřicha Lisky a Václava Rejchla ml. Josef Gočár v roce 1926 ve svém regulačním plánu navazuje na předchozí plány, pouze se změněným Ulrichovým náměstím.
Výstavba třídy probíhala od počátku 20. století. Od roku 1901 do přejmenování v roce 1953 se ulice nazývala Jungmannova třída.
Za dob komunistického režimu byly na tehdejší třídě Obránců míru (od 1970 Leninově třídě) pořádány prvomájové průvody. Od roku 1970 do roku 1990 vedla Leninova třída od náměstí V. I. Lenina (dnešní nám. Svobody) s Leninovým pomníkem.
V roce 2016 byla před železničním podjezdem zrekonstruována křižovatka Koruna, nově má tvar kruhového objezdu s fontánou uprostřed.

## Fotogalerie

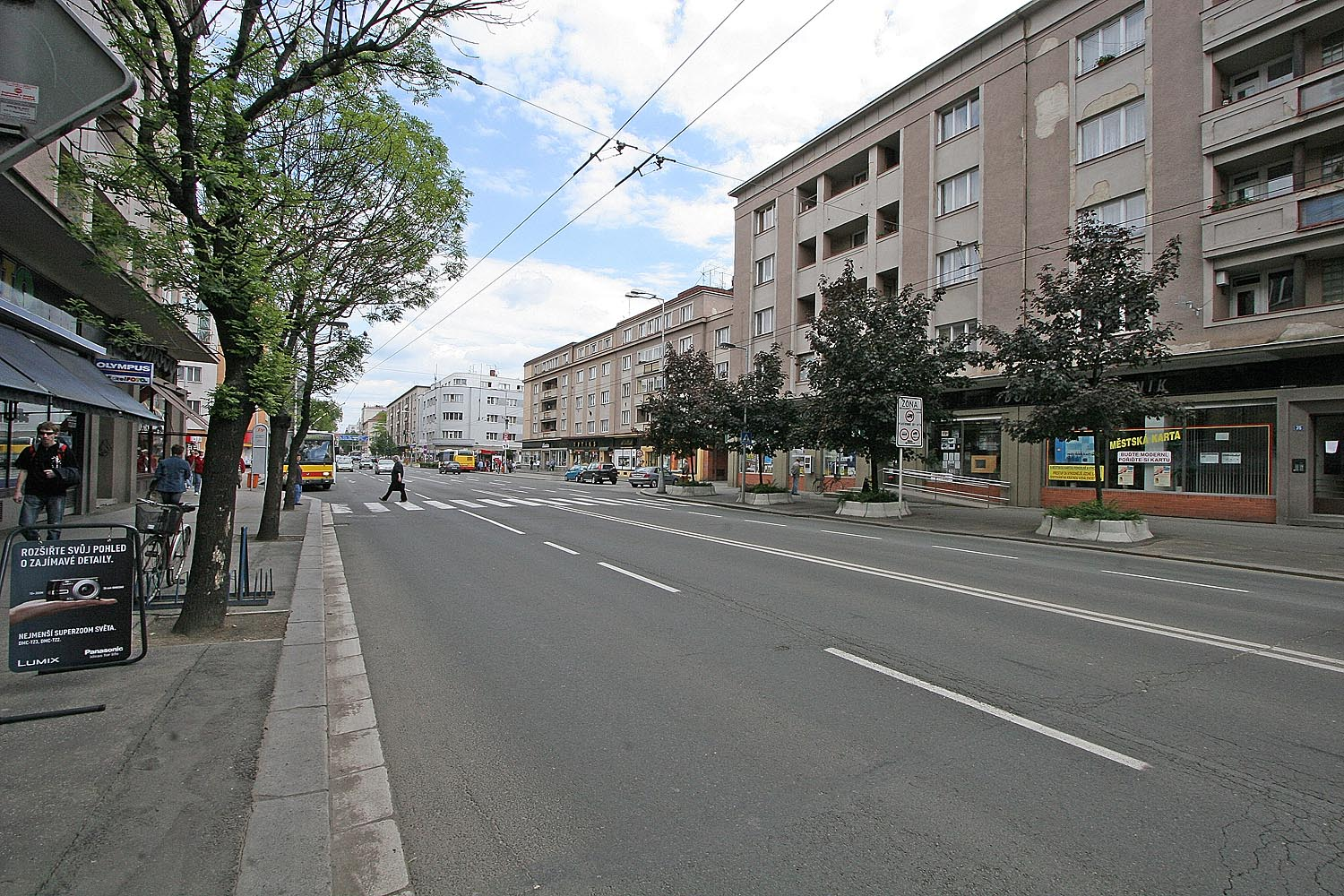
Gočárova třída
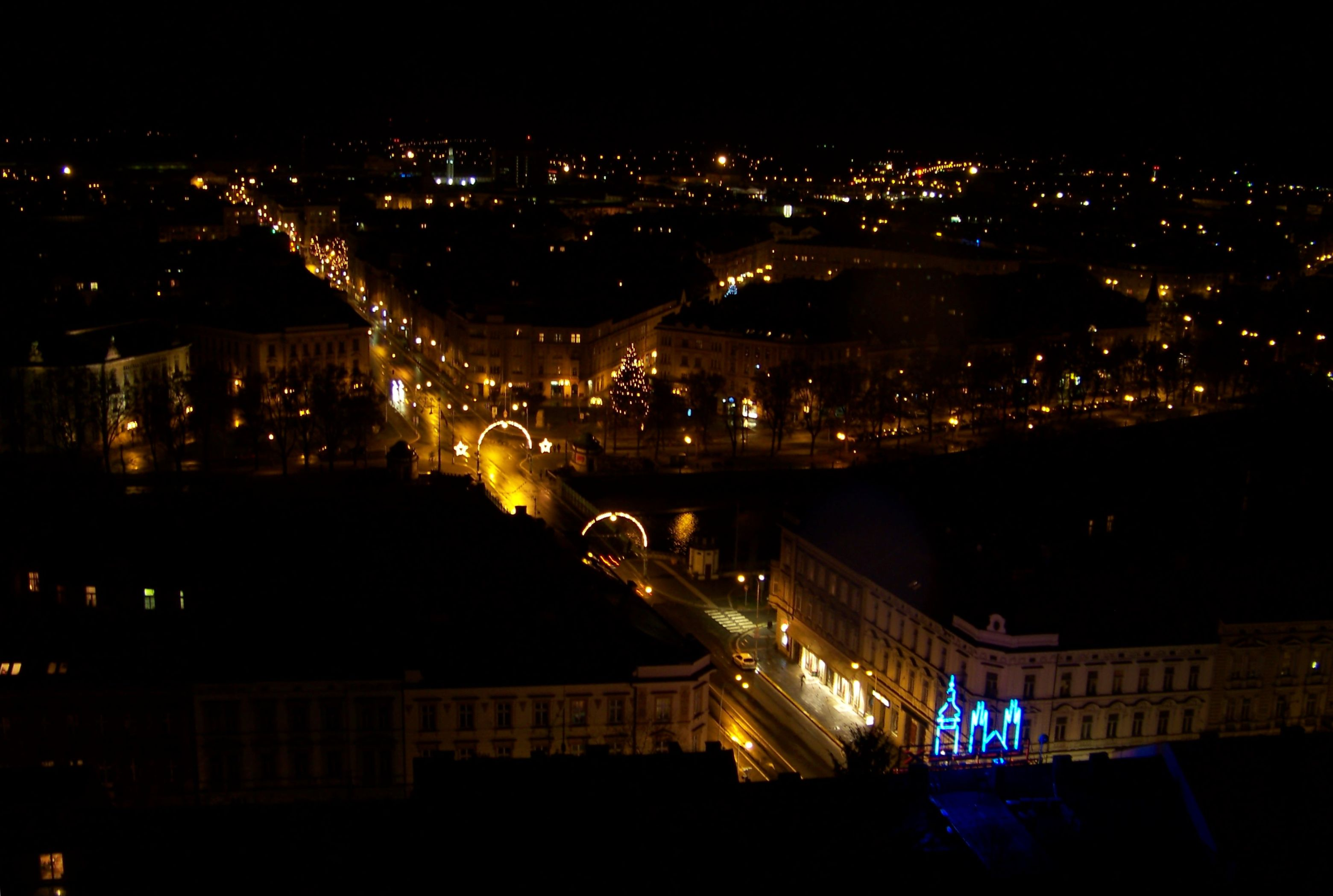
Osvětlená Gočárova třída v noci
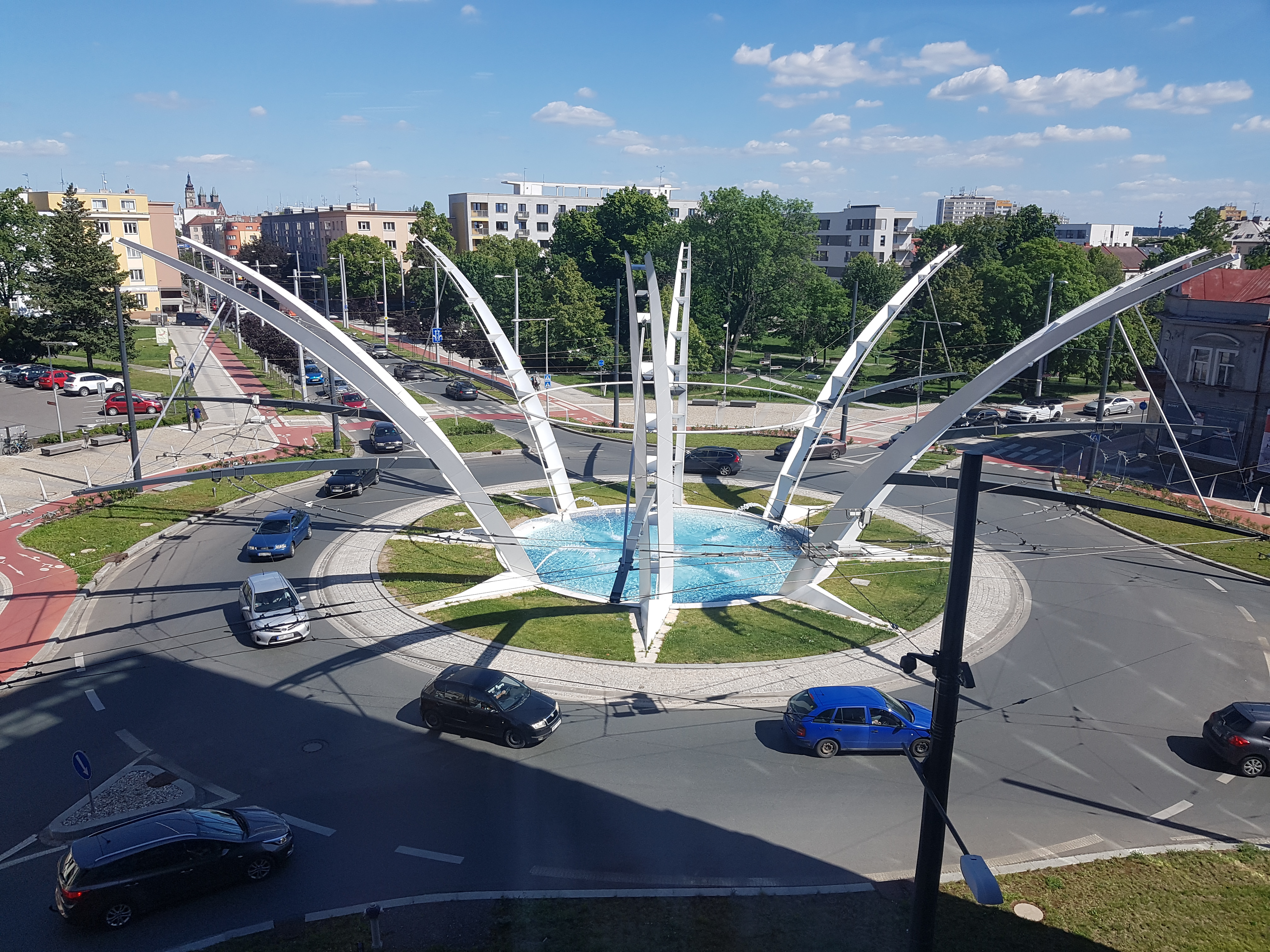
Křižovatka Koruna s fontánou
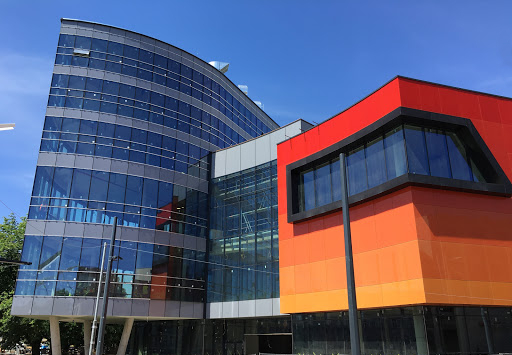
Obchodní centrum Aupark
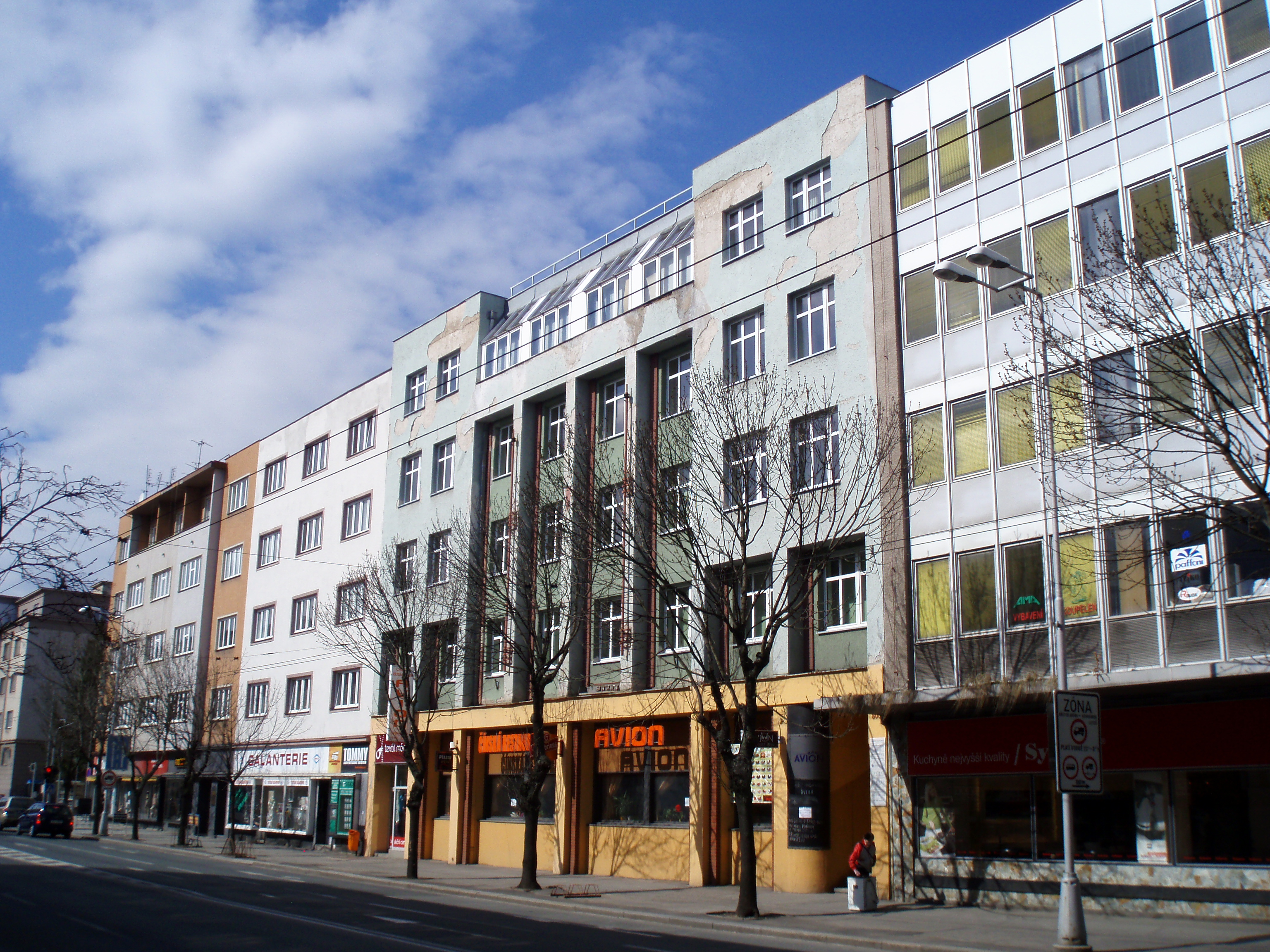
Budova s restaurací Avion
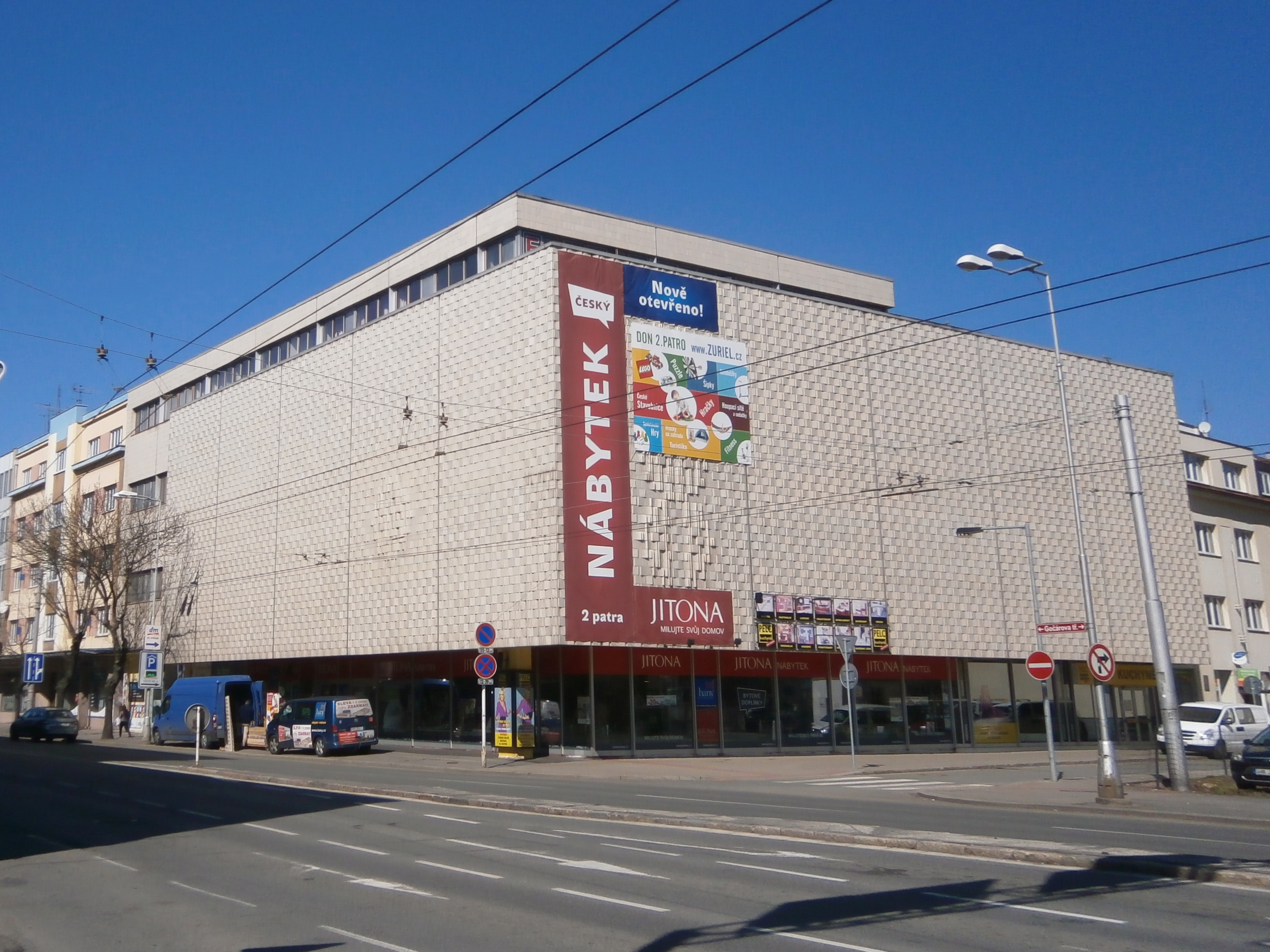
Obchodní dům Don
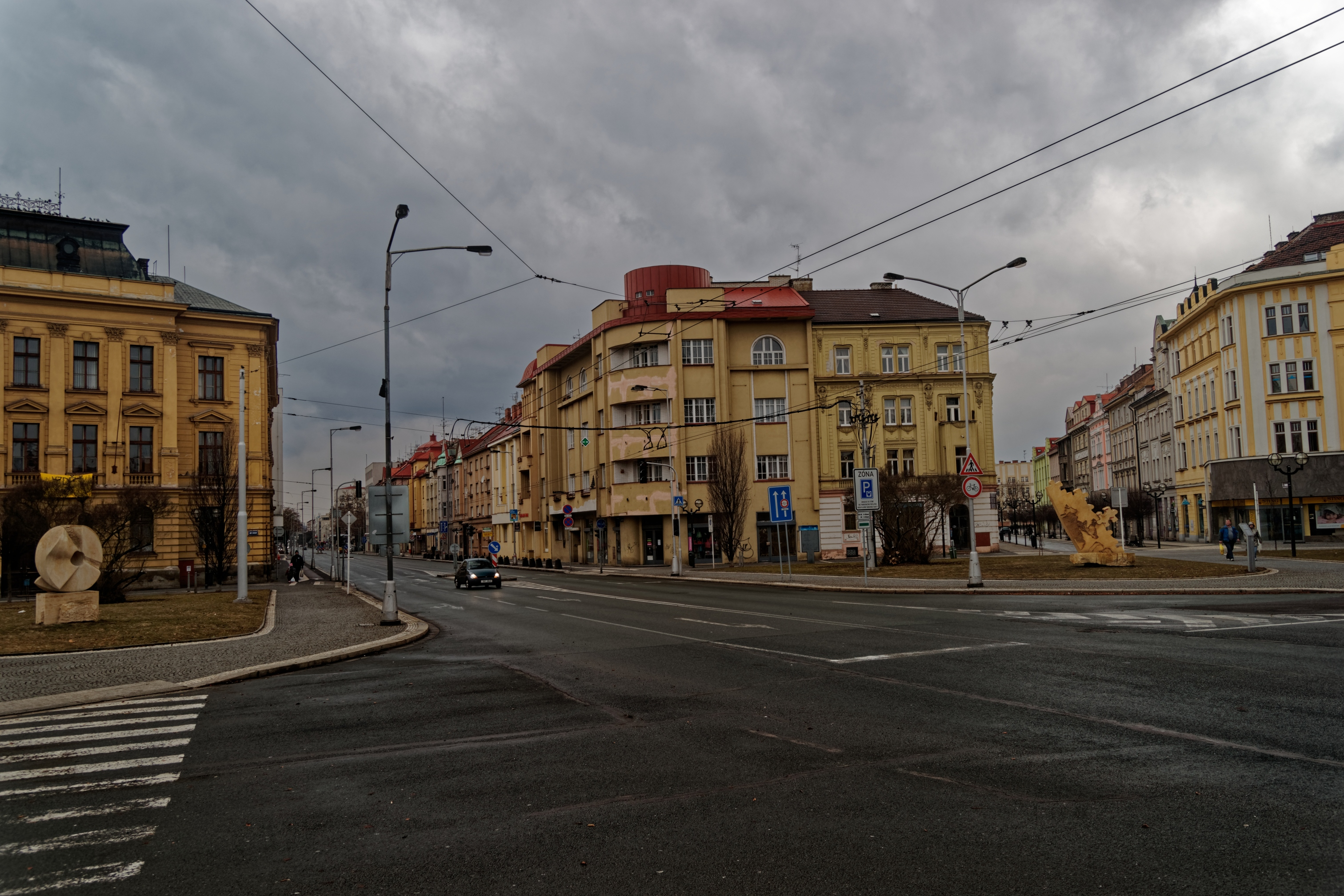
Pohled na Gočárovu třídu od náměstí Svobody